# Ezdrás hatodik könyve
Az Ezdrás hatodik könyve (latinul: 6 Esdrae) néven fennmaradt apokrif írás gyakorta Ezdrás negyedik könyve latin fordításának végére szokott betoldva lenni (15–16. fejezetként).
Az írás – Ezdrás ötödik könyvéhz hasonlóan – 2 fejezetet tartalmaz és csak latin nyelven ismeretes, de egy kis görög töredék alapján feltételezhető, hogy eredeti nyelve görög volt. Tartalma egy apokalipszisehez közel álló fenyegető beszéd, amely bűnök büntetéseként háborúkat és természeti csapásokat helyez kilátásba. Szembefordul Babilónnal és Rómával, ezért egyesek a Kr. u. 3. századi keresztényüldözések idejére teszik keletkezései idejét a Római Birodalomnak egy keleti tartományára.